# 中谷惣
中谷 惣（なかや そう、1979年10月26日 - ）は、日本の歴史学者。専門はイタリア中世史。大阪大学大学院人文学研究科准教授。日本学士院学術奨励賞、日本学術振興会賞、フォスコ・マライーニ賞等受賞。

## 人物・経歴
大阪府豊中市生まれ。兵庫県宝塚市出身。1998年兵庫県立宝塚北高等学校卒業。2002年熊本大学文学部歴史学科卒業。2004年大阪市立大学（現大阪公立大学）大学院文学研究科哲学歴史学専攻前期博士課程修了。
2005年フィレンツェ大学留学（イタリア政府給費留学生）。2007年日本学術振興会特別研究員（DC2）。2009年大阪市立大学大学院文学研究科哲学歴史学専攻後期博士課程修了、博士（文学）、日本学術振興会特別研究員（PD）（奈良女子大学）。
2012年大阪市立大学都市文化研究センター博士研究員。2013年大阪市立大学都市研究プラザ特別研究員。2014年信州大学学術研究院教育学系助教。2018年大阪大学大学院文学研究科准教授。

## 受賞
- 2017年 立命館大学天野和夫賞[2]
- 2017年 フォスコ・マライーニ賞[2]
- 2018年 日本学術振興会賞[2]
- 2018年 日本学士院学術奨励賞[2]

## 著書
- 『訴える人びと : イタリア中世都市の司法と政治』名古屋大学出版会 2016年